# Pianello Val Tidone
Pianello Val Tidone (Pianèll in dialetto piacentino e dialetto bobbiese) è un comune italiano di 2 185 abitanti della provincia di Piacenza in Emilia-Romagna.

## Geografia fisica
Il territorio comunale si estende in una zona collinare al centro della val Tidone, il paese è situato sulla riva destra del torrente Tidone, nei pressi della confluenza in quest'ultimo del suo affluente Chiarone, la cui valle è in buona parte ricompresa nel territorio comunale pianellese.

## Storia
La zona di Pianello fu teatro di insediamenti umani fin dall'età neolitica, tra il V e il III millennio a.C., grazie alla posizione posta presso la confluenza dei torrenti Tidone e Chiarone, posizione dalla quale deriva, probabilmente il toponimo Pianello, da "piana" o "spianata", a indicare il territorio pianeggiante posto tra i due corsi d'acqua. Pianello fu abitata ininterrottamente attraverso le età del ferro e del bronzo. Un insediamento di età romana, databile al periodo compreso tra il I secolo a.C. e il I secolo d.C. è stato, invece, scoperto ad est dell'abitato nella zona occupata dal cimitero comunale. Nelle vicinanze di questo insediamento è stata trovata anche una necropoli altomedievale. Oltre alla zona del capoluogo, anche in val Chiarone, nella zona della piana di San Martino si svilupparono diversi insediamenti umani che furono attivi dall'età del bronzo fino all'alto Medioevo.
Nel periodo a cavallo dell'anno Mille venne costruito nell'abitato di Pianello un castello, che venne successivamente raso al suolo nel 1164 da parte delle truppe dell'imperatore Federico Barbarossa. Nel 1076 la rocca d'Olgisio, castello risalente al X secolo posto sullo spartiacque tra val Tidone e val Chiarone, a sud del capoluogo, venne ceduto da parte di Giovanni, canonico della cattedrale di Piacenza, ai monaci benedettini del monastero di San Savino di Piacenza che mantennero il possedimento fino al 1296.
Nella seconda parte del XIII secolo venne edificata la chiesa parrocchiale, dedicata al patrono San Maurizio; in paese era già presente all'epoca una chiesa più antica, consacrata a San Colombano, eretta probabilmente intorno al VII secolo dai monaci colombaniani di Bobbio..

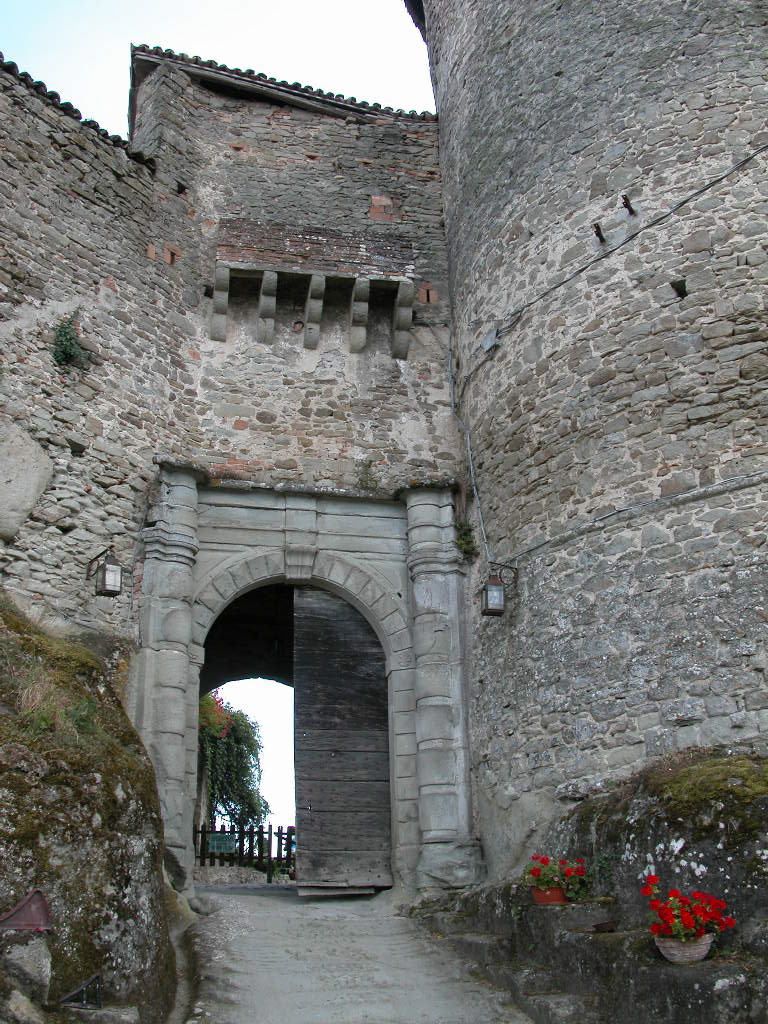
La Rocca d'Olgisio

Dopo che nel Duecento e nel Trecento la zona era stata fortemente colpita dalle contese tra guelfi e ghibellini, nel 1378 il duca di Milano Gian Galeazzo Visconti concesse Pianello al capitano di ventura Jacopo Dal Verme, che era già proprietario della Rocca d'Olgisio e di altri territori tra cui Bobbio. Per iniziativa dei Dal Verme fu fatta costruire la rocca municipale in sostituzione del fortilizio distrutto dal Barbarossa. Alla fine del XV secolo il duca di Milano Ludovico il Moro concesse Pianello al suo capitano Galeazzo Sanseverino. Negli anni successivi Pianello fu contesa tra i Dal Verme e i Sanseverino che si videro rinnovata l'assegnazione nel 1516 da parte del re di Francia Francesco I. Durante la discesa di Francesco la Rocca d'Olgisio subì un importante assedio, riuscendo, però, a non capitolare nonostante il danneggiamento di una torre.
Con la sconfitta francese e il passaggio del piacentino sotto il controllo papale, nel 1521, la zona di Pianello fu di nuovo concessa alla famigli Dal Verme che la mantenne fino al 1646 quando la morte di Federico Dal Verme portò la casata all'estinzione e segnò il passaggio di Pianello tra i beni della Camera Ducale Farnesiana, con la definitiva annessione al Ducato di Parma e Piacenza.
A seguito dell'unità d'Italia, nel 1862, il comune cambiò il proprio nome da Pianello a Pianello Val Tidone.
Durante la seconda guerra mondiale, nell'ambito della resistenza partigiana, la Rocca d'Olgisio fu sede del comando della I brigata della II divisione partigiana Piacenza e per questo motivo venne fatta oggetto di due assalti da parte delle truppe tedesche e fasciste presenti nella zona: il primo tentativo venne respinto da parte dei partigiani, tra i quali era presente Giovanni Lazzetti, detto il Ballonaio, mentre il secondo tentativo vide prevalere le forze nazifasciste che riuscirono a espugnare il castello, provocandogli pesanti danneggiamenti.
Nei pressi della Rocca d'Olgisio, verso la fine degli anni novanta del XX secolo, è stato scoperto un insediamento umano risalente al Neolitico, comprensivo di una necropoli.

### Simboli
Blasonatura dello stemma: D'argento a tre fasce di rosso.

## Monumenti e luoghi d'interesse

### Architetture religiose
Chiesa di San Maurizio e San ColombanoCostruita nell'ultima parte del XIII secolo, affiancandosi ad un precedente edificio costruito dai monaci colombaniani di Bobbio. Nel 1377 fu citata per la prima volta in un documento di rogito. A partire dal XVI secolo venne ricostruita senza seguire un progetto definito, ma procedendo per stralci in epoche diverse. La facciata, realizzata in laterizio in stile barocco risale al 1712 e si caratterizza per l'alternanza di linee curve concave e convesse, similmente alla chiesa di San Bartolomeo situata nel capoluogo. All'interno, caratterizzato da una pianta a tre navate si distinguono l'altare maggiore in marmo nero del 1777, l'affresco absidale raffigurante i santi Maurizio e Colombano, la statua della Madonna del Carmine, il coro ligneo realizzato nel 1747 dallo scultore Francesco Prefetti e l'affresco posto al di sopra del battistero raffigurante il Battesimo di Gesù, opera del pittore Luciano Ricchetti, a cui si devono anche le stazioni della Via Crucis. Infine, le dieci vetrate furono realizzate da parte del pittore Franco Corradini.
Chiesa di Santa Maria AssuntaSituata nella frazione di Arcello, venne costruita nel XIX secolo sui resti di una preesistente chiesa già citata nel 1579 come suffraganea della pieve di Pomaro e sui resti del locale castello, distrutto nel 1164 dalle truppe del Barbarossa e, poi, ancora, nel 1255 dal Pallavicino. L'unica parte superstite del castello è una delle torri, riadattata a campanile. Adiacenti alla chiesa sono alcuni edifici, resti di un convento di frati carmelitani dismesso nel 1652.

### Architetture civili

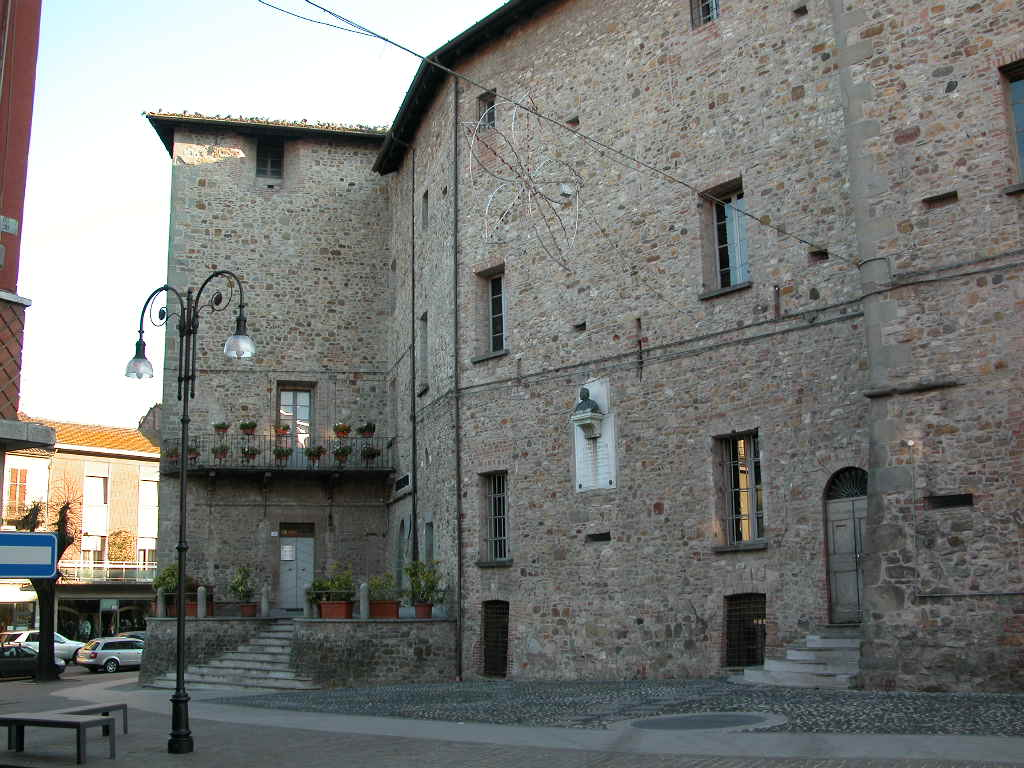
Ingresso della sede comunale su piazza Umberto I

Rocca MunicipaleSituata nel centro del paese, è adibita a sede degli uffici comunali. Venne eretta nel XIV secolo dai Dal Verme come "palazzo di città" sui resti di una precedente fortificazione risalente al X secolo distrutta dall'imperatore Federico Barbarossa nel 1164. Annessa alla Rocca Municipale è la sede del museo Archeologico della Valtidone, fondato dell'Associazione Pandora in collaborazione con la soprintendenza per i Beni Archeologici dell'Emilia-Romagna e l'amministrazione comunale, che raccoglie reperti archeologici provenienti dalla val Tidone e val Luretta, dall'età neolitica al medioevo.

### Architetture militari
Casa-torre di MoragoCasa-torre situata nella località di Morago di proprietà prima dei marchesi di Morago e poi della famiglia Balbi. Conserva al suo interno un camino decorato con lo stemma della casata Balbi.
Castello di CasanovaOriginariamente di proprietà dell'abbazia di San Colombano di Bobbio e, successivamente, della diocesi bobbiese, nel 1382 venne ceduto a Jacopo Dal Verme, che nel 1387 riuscì a ottenere anche l'investitura sul feudo locale. Negli anni successivi passò nelle mani di diversi proprietari fino a che nel 1456 Antonio Malvicini lo cedette a Luigi Dal Verme. Dell'edificio rimangono visibili l'arco di entrata in arenaria e il fronte di un camino.
Castello di Castellaro ArcelliOriginariamente soggetto al territorio borgonovese, rimase sempre di proprietà degli Arcelli, mentre il feudo veniva contemporaneamente investito a varie famiglie nobili. Nel 1691 la Camera Ducale farnesiana permutò il feudo, insieme ad altri della zona, alla famiglia Zandemaria. Del castello, già abbandonato a partire dal XVIII secolo, rimane un corpo di fabbrica in precarie condizioni rimaneggiato a fini agricoli, mentre del vicino torrione non rimane nulla. Nel muro, poco sotto la linea del tetto si trova un busto rappresentante, forse, un membro della casata Arcelli.
Castello di FontaneseEretto con tutta probabilità nel corso del Medioevo, nel XV secolo venne trasformato in residenza di campagna mediante l'aggiunta di alcuni loggiati da parte della famiglia Arcelli. La costruzione presenta archi e capitelli decorati con stemmi nobiliari, mentre all'interno si trovano alcuni camini con indicato lo stemma della casata degli Arcelli.
Rocca d'OlgisioComplesso fortificato posto su una rupe scoscesa a cavallo tra la val Tidone e la val Chiarone a 564 m s.l.m. di altezza, in una posizione che permette un'ampia vista sulla pianura Padana e le valli circostanti. Le prime notizie pervenute risalgono al 1037 quando divenne proprietà dei monaci di San Savino; una leggenda vuole che il castello fosse precedentemente di proprietà di un certo Giovannato. Dopo vari passaggi di proprietà, nel 1378 il complesso da Gian Galeazzo Visconti a Jacopo Dal Verme; i suoi discendenti ne mantennero la proprietà fino all'estinzione del ramo famigliare. L'edificio presenta un mastio circondato da sei ordini di mura, l'oratorio, il pozzo, diversi saloni affrescati e un loggiato cinquecentesco. All'esterno della fortificazione si trovano alcune grotte, originariamente sede di una necropoli preistorica, legate ad avvenimenti leggendari e sacri: la grotta delle sante Faustina e Liberata, la grotta dei coscritti e la grotta del cipresso.

### Altro
Piazza Umberto IPiazza principale del capoluogo comunale, vi si affaccia la rocca municipale, edificio storico risalente al XIV secolo che ospita uffici comunali e il museo archeologico della Valtidone. Vi si accede tramite un arco a tutto sesto.

### Siti archeologici
Piana di San MartinoSito archeologico situato sul crinale tra le valli del Chiarone e del suo affluente rio Tinello; i locali scavi, condotti dall'Associazione Archeologica Pandora con la supervisione della Soprintendenza per i beni archeologici dell'Emilia-Romagna hanno portato alla luce i resti di un sito sviluppatosi in età tardoantica e altomedievale formato da alcune abitazioni, una piccola chiesa e una torre con funzioni difensive. Nel 2018 i resti sono stati ricoperti su indicazione della soprintendenza per garantirne la conservazione. I reperti recuperati durante le campagne di scavo sono conservati al museo archeologico della Val Tidone.

## Società

### Evoluzione demografica
Abitanti censiti

## Cultura
Questo paese fa parte del territorio culturalmente omogeneo delle quattro Province (Alessandria, Genova, Pavia, Piacenza), caratterizzato da usi e costumi comuni e da un importante repertorio di musiche e balli molto antichi. Strumento principe di questa zona è il piffero appenninico che accompagnato dalla fisarmonica, e un tempo dalla müsa (cornamusa appenninica), guida le danze e anima le feste.
In particolare, è ancora sentita la tradizione del calendimaggio che in val Tidone prende il nome di galëina grisa (gallina grigia), che rimanda alle usanze popolari delle feste di primavera durante le quali i giovani del paese giravano di cascina in cascina a chiedere uova in cambio di canti e balli.

### Eventi
- Il 30 aprile-1º maggio ricorre la fiera della Galëina grisa, legata alle tradizioni del calendimaggio, deve il suo nome alla leggenda della gallina dalle uova d'oro. La manifestazione, ideata con lo scopo di salvaguardare le tradizioni folkloristiche locali e di promuovere i prodotti enogastronomici tipici prevede canti e balli tradizionali, stand gastronomici e, in contemporanea, la fiera di primavera con oltre 200 bancarelle[24].
- L'ultima domenica di agosto si celebra la festa del Cotechino, dedicata all'insaccato di carne di maiale cotto alla brace o bollito, e, più in generale, a tutte le tipicità gastronomiche ottenute con carni suine. La festa è nata nel 1966 in sostituzione della festa della coppa, anch'essa dedicata ad un prodotto gastronomico derivato dal maiale e solitamente precede la fiera d'agosto[25].
- L'ultimo mercoledì di agosto si tiene la fiera d'Agosto, in cui, tradizionalmente, veniva organizzato un mercato dedicato al bestiame e ai prodotti agricoli a cui partecipavano gli agricoltori della valle impegnati nello scambio e acquisto di merci prima dell'inizio della vendemmia. Durante la fiera era consuetudine macellare dei maiali per la produzione di cotechini poiché la stagionatura degli insaccati non sarebbe stata possibile a causa del poco tempo disponibile[25].
- La prima domenica dopo il 22 settembre si celebra la fiera del patrono, San Maurizio. Un tempo dedicata alla compravendita del bestiame, la fiera di Pianello attirava visitatori, venditori e compratori da tutto il piacentino e dal vicino Oltrepò Pavese. La fiera si è trasformata e prevede stand gastronomici, danze, balli e spettacoli pirotecnici, nonché l'abbinamento con il Valtidone Wine Fest, evento di promozione del vino locale[26].
- La domenica precedente il 23 novembre si celebra la festa del copatrono, San Colombano, in cui avviene anche la benedizione delle macchine agricole e dei motociclisti[27].

## Geografia antropica

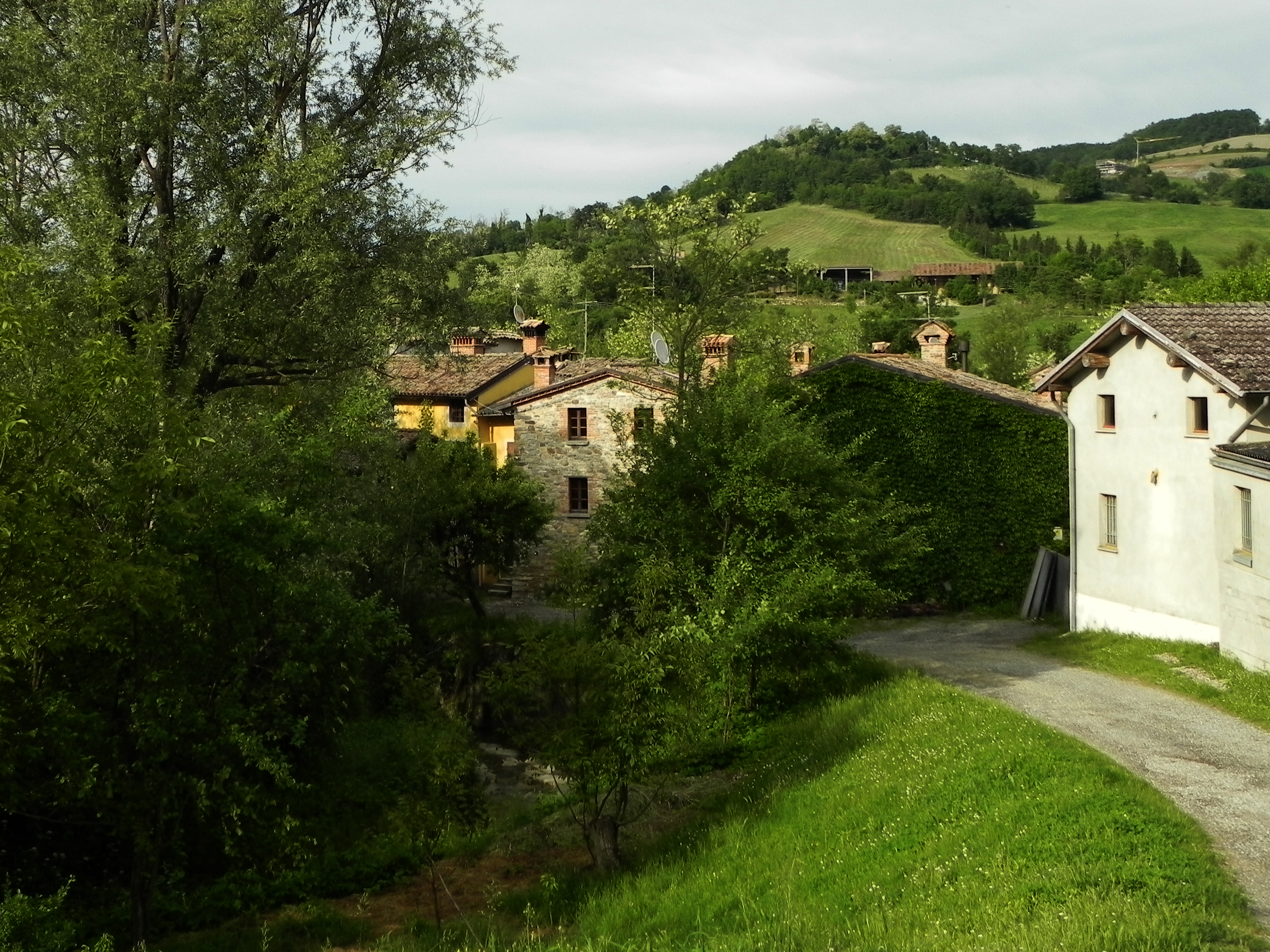
La frazione di Case Gazzoli

### Frazioni
Fanno parte del territorio comunale pianellese le frazioni di Arcello, Azzano, Bilegno, Cà del Diavolo, Casa Bruciata, Casanova, Case Comaschi, Case Gazzoli, Case Gramonti, Case Rebuffi, Casturzano, Chiarone, Fontanese, Fravica, Gabbiano, Gadignano, Morago, Pradaglia, Rocca d'Olgisio, Rocca Pulzana, Santa Giustina, Vaie e Valle.

#### Morago

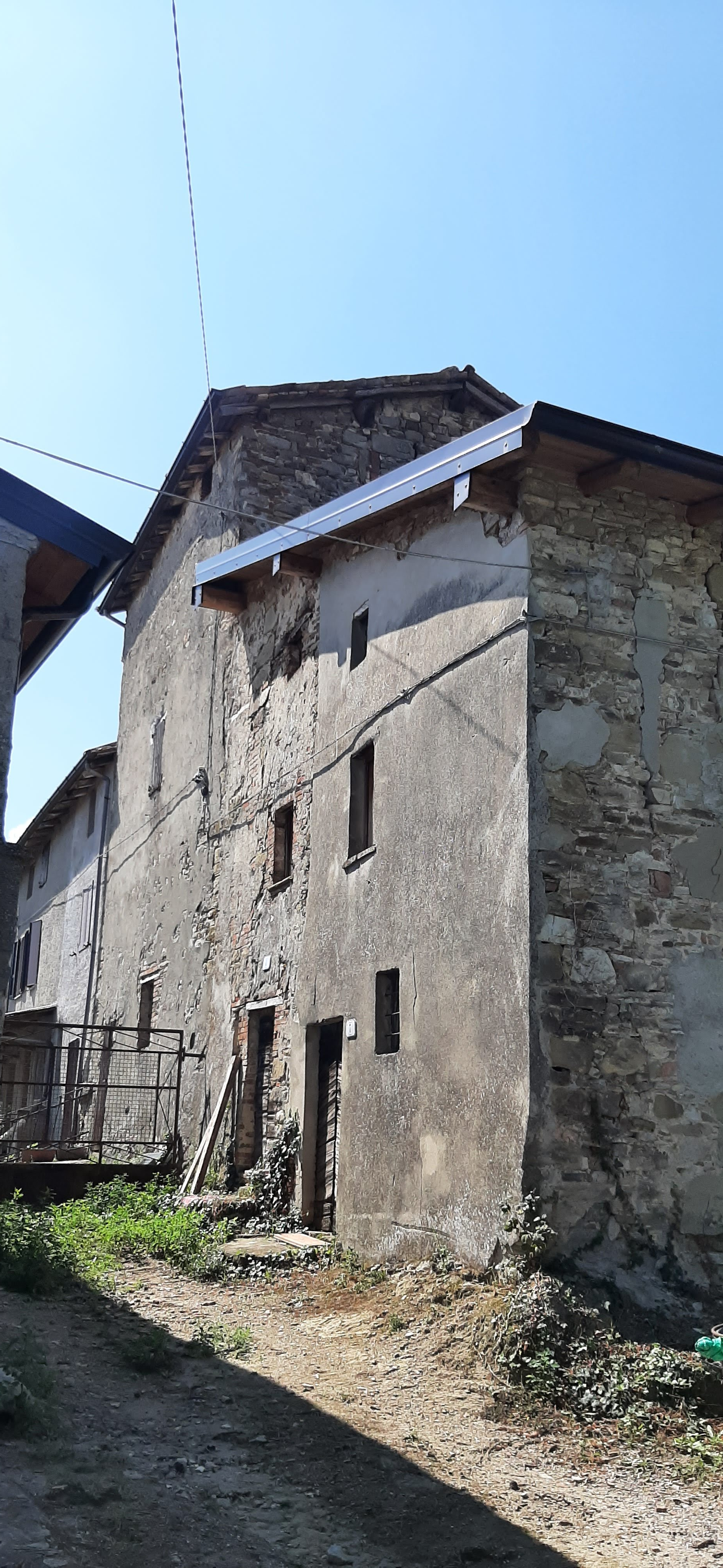
La casa-torre di Morago e le annesse abitazioni con muri a scarpa.

La frazione di Morago (Murag in dialetto piacentino) si trova tra la val Chiarone e la val Luretta; l'abitato si sviluppa intorno ad una casa-torre anticamente appartenente ai marchesi di Morago, ramo dell'antico Consorzio Fontanese, e successivamente passata alla nobile famiglia genovese dei Balbi.
A testimonianza della proprietà della famiglia Balbi, rimane il fregio che decora un camino posto all'interno dello stabile, riportante tre barbi disposti orizzontalmente, simbolo della casata genovese.

## Economia
Nel territorio comunale, che fa parte della zona DOC dei colli piacentini, è diffusa la viticoltura, così come la coltivazione di cereali.
Alla tradizionale attività agricola, a partire dagli ultimi anni del XX secolo si è affiancata anche l'attività ricettiva, in particolare agrituristica, legata prevalentemente al turismo estivo.
Il settore industriale vede la presenza di attività del settore metalmeccanico, con la produzione di valvole e serbatoi, manufatti di cemento e prodotti in gomma.

## Infrastrutture e trasporti
Dal 1896 al 1938 il comune fu servito dalla tranvia Piacenza-Pianello-Nibbiano, lungo la quale era presente unicamente la fermata del capoluogo, la quale svolse la funzione di capolinea tra il 1933 e il 1938.
Il comune di Pianello è attraversato dalla strada Provinciale 60 di Croce che si dirama dalla strada Statale 412 della Val Tidone a Trevozzo, frazione del comune di Alta Val Tidone, situata sulla sponda opposta del torrente rispetto a Pianello e che si innesta nella strada provinciale 65 della Caldarola in comune di Piozzano.

## Amministrazione
Di seguito è presentata una tabella relativa alle amministrazioni che si sono succedute in questo comune.
| Periodo           | Periodo           | Primo cittadino     | Partito                                   | Carica  | Note   |
| ----------------- | ----------------- | ------------------- | ----------------------------------------- | ------- | ------ |
| 29 giugno 1985    | 27 maggio 1990    | Luigi Ricci         | Democrazia Cristiana                      | Sindaco | [ 34 ] |
| 27 maggio 1990    | 22 settembre 1992 | Mario Bergomi       | Partito Comunista Italiano                | Sindaco | [ 34 ] |
| 22 settembre 1992 | 24 aprile 1995    | Giuseppe Oddi       | Partito Democratico della Sinistra        | Sindaco | [ 34 ] |
| 24 aprile 1995    | 14 giugno 1999    | Giuseppe Oddi       | Centro-sinistra e liste civiche           | Sindaco | [ 34 ] |
| 14 giugno 1999    | 14 giugno 2004    | Giuseppe Oddi       | Lista civica                              | Sindaco | [ 34 ] |
| 14 giugno 2004    | 8 giugno 2009     | Franco Carlappi     | Lista civica                              | Sindaco | [ 34 ] |
| 8 giugno 2009     | 26 maggio 2014    | Gianpaolo Fornasari | Lista civica Insieme per il nostro futuro | Sindaco | [ 34 ] |
| 26 maggio 2014    | 27 maggio 2019    | Gianpaolo Fornasari | Lista civica Insieme per il nostro futuro | Sindaco | [ 34 ] |
| 27 maggio 2019    | 9 giugno 2024     | Gianpaolo Fornasari | Lista civica Insieme per il nostro futuro | Sindaco | [ 34 ] |
| 9 giugno 2024     | in carica         | Mauro Lodigiani     | Lista civica Pianello prima di tutto      | Sindaco | [ 34 ] |

### Gemellaggi
- Cerreto Guidi, dal 1968[35].

### Altre informazioni amministrative
Pianello è stato capoluogo della comunità Montana valle del Tidone, che comprendeva anche i comuni di Nibbiano, Pecorara e Caminata fino al suo scioglimento, avvenuto nel 2009.
A seguito dello scioglimento della comunità montana, il comune di Pianello è entrato a far parte dell'Unione Comuni Valle del Tidone, inizialmente insieme al solo comune di Pecorara, ospitandone la sede. Pianello è rimasto all'interno dell'unione anche successivamente, dopo l'ingresso dei comuni di Nibbiano, nel 2013 e Castel San Giovanni oltreché il trasferimento della sede a Castel San Giovanni e il cambio di nome in Unione dei Comuni Val Tidone, avvenuti tutti e tre nel 2015. A seguito dello scioglimento dell'ente, avvenuto nel 2018, il comune non è parte di nessuna unione.
Il comune di Pianello fa parte dell'associazione degli Azzano d'Italia, undici fra comuni e frazioni che portano nel loro nome il termine Azzano e che hanno i cittadini che si chiamano azzanesi: Azzano d'Asti, Azzano Decimo, Azzano Mella, Azzano San Paolo, Castel d'Azzano e sei frazioni.